# Saison 2012-2013 du Saint-Trond VV
Maillots
Chronologie
Saison précédente Saison suivante
La saison 2012-2013 du Saint-Trond VV est la vingt-sixième saison de ce club en Division 2, après avoir terminé 16e et dernier de Division 1 la saison précédente. Saint-Trond VV finissait 4e, avec 57 points.

## Résumé
Le 15 juin 2012 Franky Van der Elst a été congédié comme entraîneur du Saint-Trond. Van der Elst était remplacé par Guido Brepoels, après une série de mauvais résultats. Il ne pourrait pas éviter que Saint-Trond soit reléguét en Division 2. Franky Van der Elst était le remplaceur de Brepoels, qui avait mené Saint-Trond pendant trois saisons. Sous sa direction, le club était champion en Division 2 en 2009.
Saint-Trond connaissait un départ de saison catastrophique. Après la cinquième journée le club était l'avant-dernier du classement. Puis il progressé dans les classements, mais n'a jamais pu prétendre au titre. Finalement, Saint-Trond VV a terminé à la quatrième place. Puisque White Star Woluwe, qui était septième en fin de saison, avait remporté le premier titre de la période, cette place ne donnait pas le droit de participer aux barrages.

## Effectif
| Nr. | Nom                 | Position          | Nationalité | Date de naissance |
| --- | ------------------- | ----------------- | ----------- | ----------------- |
| 1   | Davy Schollen       | Gardien de but    | Belgique    | 28 février 1978   |
| 3   | Vincent Euvrard     | Défenseur         | Belgique    | 12 mars 1982      |
| 4   | Ivo Rossen          | Défenseur         | Pays-Bas    | 14 mars 1982      |
| 5   | Pierre-Yves Ngawa   | Défenseur         | Belgique    | 9 février 1992    |
| 6   | Maxime Annys        | Milieu de terrain | Belgique    | 24 juillet 1986   |
| 7   | Grégory Dufer       | Milieu de terrain | Belgique    | 19 décembre 1981  |
| 9   | Christophe Bertjens | Milieu de terrain | Belgique    | 5 janvier 1993    |
| 10  | Bruno Andrade       | Aanvaller         | Brésil      | 2 mars 1989       |
| 11  | Joeri Dequevy       | Attaquant         | Belgique    | 27 avril 1988     |
| 13  | Davino Verhulst     | Gardien de but    | Belgique    | 25 novembre 1987  |
| 14  | Dimitri Daeseleire  | Défenseur         | Belgique    | 18 mai 1990       |
| 15  | Cédric Buekers      | Défenseur         | Belgique    | 17 avril 1994     |
| 16  | Rob Schoofs         | Milieu de terrain | Belgique    | 23 mars 1994      |
| 17  | Peter Delorge       | Milieu de terrain | Belgique    | 19 avril 1980     |
| 18  | Nils Schouterden    | Milieu de terrain | Belgique    | 14 décembre 1988  |
| 19  | Sascha Kotysch      | Défenseur         | Allemagne   | 2 octobre 1988    |
| 20  | Guy Dufour          | Milieu de terrain | Belgique    | 14 mars 1987      |
| 21  | Mathias Schils      | Défenseur         | Belgique    | 1er mai 1993      |
| 22  | Edmilson Junior     | Milieu de terrain | Belgique    | 19 août 1994      |
| 23  | Iván Bulos          | Attaquant         | Pérou       | 20 mai 1993       |
| 24  | Giel Deferm         | Défenseur         | Belgique    | 30 juin 1988      |
| 28  | Reza Ghoochannejhad | Attaquant         | Iran        | 20 septembre 1987 |
| 29  | Donny de Groot      | Attaquant         | Pays-Bas    | 16 août 1979      |

### Encadrement technique
- Guido Brepoels (entraîneur)
- Danny Boffin (entraîneur adjoint)

### Transferts
| - Maxime Annys (Oud-Heverlee Louvain) - Axel Bonemme (Standard de Liège) - Iván Bulos (Standard de Liège) - Cédric Buekers (formé au club) - Donny de Groot (Willem II Tilburg) - Yvan Erichot (AS Monaco) - Joeri Dequevy (Lierse SK) - Guy Dufour (Standard de Liège) - Guillermo Méndez (Standard de Liège) - Leopold Novak (HNK Hajduk Split) - Mario Pruna (formé au club) - Ivo Rossen (FC Eindhoven) - Mathias Schils (formé au club) - Davy Schollen (RSC Anderlecht) - Thierry Vandermeeren (KRC Genk) - Yadin Zaris (Standard de Liège) | - Bruno Andrade (Audax São Paulo FC) - Maxime Annys (fin de contract) - Yorick Antheunis (Bocholter VV) - Jeroen Appeltans (KESK Leopoldsburg) - Cédric Buekers (Oud-Heverlee Louvain) - Ludovic Buysens (Oud-Heverlee Louvain) - Bram Castro (MVV Maastricht) - Grégory Christ (Újpest Football Club) - Benji Commers (fin de contract) - Dimitri Daeseleire (Royal Antwerp Football Club) - Giel Deferm (Beerschot AC) - Reza Ghoochannejhad (Standard de Liège) - Cham Kabba-Modou (fin de contract) - Wim Mennes (Bocholter VV) - Hervé Ndjana Onana (AFC Tubize) - Ondřej Smetana (FC Hansa Rostock) - Kevin Taelemans (FCV Dender EH) - Bram Valkeners (KVC Westerlo) - Mark Volders (fin de contract) |

## Amicaux
|                                  |                     |       |                            |  |
| Vendredi 29 juin 2012, 19:00     | Herk Sport Hasselt  | 0 - 2 | Saint-Trond                |  |
|                                  |                     |       |                            |  |
|                                  |                     |       |                            |  |
| Samedi 30 juin 2012, 19:00       | Herk-de-Stad FC     | 1 - 6 | Saint-Trond                |  |
|                                  |                     |       |                            |  |
|                                  |                     |       |                            |  |
| Mercredi 11 juillet 2012, 19:00  | Spouwen-Mopertingen | 0 - 4 | Saint-Trond                |  |
|                                  |                     |       |                            |  |
|                                  |                     |       |                            |  |
| Samedi 14 juillet 2012, 19:00    | Saint-Trond         | 1 - 1 | Újpest Football Club       |  |
|                                  |                     |       |                            |  |
|                                  |                     |       |                            |  |
| Samedi 21 juillet 2012, 17:00    | Waasland-Beveren    | 0 - 2 | Saint-Trond                |  |
|                                  |                     |       |                            |  |
|                                  |                     |       |                            |  |
| Samedi 28 juillet 2012, 18:00    | Saint-Trond         | 2 - 2 | Gençlerbirliği Spor Kulübü |  |
|                                  |                     |       |                            |  |
|                                  |                     |       |                            |  |
| Samedi 4 août 2012, 19:00        | Sparta Rotterdam    | 1 - 3 | Saint-Trond                |  |
|                                  |                     |       |                            |  |
|                                  |                     |       |                            |  |
| Mardi 7 août 2012, 19:00         | Saint-Trond         | 3 - 0 | Roda JC                    |  |
|                                  |                     |       |                            |  |
|                                  |                     |       |                            |  |
| Vendredi 10 août 2012, 19:00     | Saint-Trond         | 1 - 0 | Alemannia Aix-la-Chapelle  |  |
|                                  |                     |       |                            |  |
|                                  |                     |       |                            |  |
| Lundi 12 novembre 2012, 20:00    | Saint-Trond         | 0 - 0 | Rupel Boom FC              |  |
|                                  |                     |       |                            |  |
|                                  |                     |       |                            |  |
| Dimanche 30 décembre 2012, 10:00 | Saint-Trond         | 3 - 0 | KSC Hasselt                |  |
|                                  |                     |       |                            |  |
|                                  |                     |       |                            |  |
| Mardi 26 février 2013, 15:00     | Saint-Trond         | 0 - 1 | Lierse SK                  |  |
|                                  |                     |       |                            |  |

## Division 2

### Rencontres
| | |       | | |
| Mercredi 22 août 2012, 20:30 | Saint-Trond | 3 - 1 | KV Ostende | |
| Stayen, Saint-Trond Spectateurs : 7.183 Arbitrage : Stephane Gleton Journée 1 Division 2 2012-2013 | Bruno Andrade 17e · Bruno Andrade 37e · Guy Dufour 43e · Vincent Euvrard 56e · Vincent Euvrard 63e                                                                        |       | 23e Michiel Jonckheere · 30e (csc) Niels De Schutter · 28e Baptiste Schmisser · 50e Lander Van Steenbrugghe                                         | Composition du Saint-Trond : · Davy Schollen, Dimitri Daeseleire, Vincent Euvrard, Joeri Dequevy, Guy Dufour, Giel Deferm, Joeri Dequevy, Peter Delorge, Nils Schouterden, Bruno Andrade, Ivo Rossen · Remplaçants du Saint-Trond : · 65e Joeri Dequevy Maxime Annys · 81e Bruno Andrade Edmilson Junior · 87e Guy Dufour Rob Schoofs                            |
| | |       | | |
| Mercredi 29 août 2012, 20:30 | KSV Audenarde | 2 - 1 | Saint-Trond | |
| Burgemeester Thienpontstadion, Audenarde Spectateurs : 3.200 Arbitrage : Miguel Garcia Journée 2 Division 2 2012-2013 | Klaas Van Den Bossche 1re · Alexandre Frutos Modèle:Goal 7 · Tom Raes 73e                                                                                                 |       | 7e Davy Schollen · 9e Pierre-Yves Ngawa · 39e Nils Schouterden · 60e Giel Deferm · 85e Bruno Andrade · 88e Edmilson Junior                          | Composition du Saint-Trond : · Davy Schollen, Dimitri Daeseleire, Pierre-Yves Ngawa, Ivo Rossen, Giel Deferm, Peter Delorge, Guy Dufour, Joeri Dequevy, Grégory Dufer, Nils Schouterden, Bruno Andrade · Remplaçants du Saint-Trond : · 46e Dimitri Daeseleire Edmilson Junior · 69e Joeri Dequevy Rob Schoofs                                                   |
| | |       | | |
| Dimanche 2 septembre 2012, 15:00 | SC Eendracht Alost | 2 - 1 | Saint-Trond | |
| Stade Pierre Cornelis, Alost Spectateurs : 3.500 Arbitrage : Denis Vanbecelaere Journée 3 Division 2 2012-2013 | Stavros Glouftsis 65e · Stavros Glouftsis 65e · Tjendo De Cuyper 81e |       | 76e Joeri Dequevy | Composition du Saint-Trond : · Davy Schollen, Dimitri Daeseleire, Pierre-Yves Ngawa, Ivo Rossen, Giel Deferm, Peter Delorge, Guy Dufour, Grégory Dufer, Nils Schouterden, Bruno Andrade, Reza Ghoochannejhad · Remplaçants du Saint-Trond : · 68e Reza Ghoochannejhad Joeri Dequevy · 80e Nils Schouterden Rob Schoofs                                           |
| | |       | | |
| Samedi 8 septembre 2012, 20:00 | Saint-Trond | 0 - 2 | White Star Woluwe | |
| Stayen, Saint-Trond Spectateurs : 6.077 Arbitrage : Christophe De Marneffe Journée 4 Division 2 2012-2013 | Peter Delorge 78e · Ivo Rossen 80e · Ivo Rossen 84e |       | 42e Patrick Amoah · 47e Patrick Amoah · 62e Thomas Regnier · 63e Daniël Rodrigo de Oliveira · 85e Maxime Chanot                                     | Composition du Saint-Trond : · Davy Schollen, Giel Deferm, Pierre-Yves Ngawa, Ivo Rossen, Maxime Annys, Peter Delorge, Grégory Dufer, Guy Dufour, Nils Schouterden, Bruno Andrade, Iván Bulos · Remplaçants du Saint-Trond : · 46e Nils Schouterden Joeri Dequevy · 54e Maxime Annys Christophe Bertjens · 74e Guy Dufour Edmilson Junior                        |
| | |       | | |
| Samedi 15 septembre 2012, 20:00 | Saint-Trond | 2 - 2 | KFC Dessel Sport | |
| Stayen, Saint-Trond Spectateurs : 5.282 Arbitrage : Claude Bourdouxhe Journée 5 Division 2 2012-2013 | Reza Ghoochannejhad 12e · Reza Ghoochannejhad 73e |       | 22e Hans Hannes · 25e Maarten Van Lieshout · 63e Huseyin Bilican · 68e Zico Gielis · 71e Wouter Vosters · 82e Tanju Burhan · 90+1e Ratko Vansimpsen | Composition du Saint-Trond : · Davy Schollen, Dimitri Daeseleire, Giel Deferm, Pierre-Yves Ngawa, Mathias Schils, Peter Delorge, Joeri Dequevy, Grégory Dufer, Sascha Kotysch, Bruno Andrade, Reza Ghoochannejhad · Remplaçants du Saint-Trond : · 60e Joeri Dequevy Nils Schouterden · 67e Peter Delorge Guy Dufour · 80e Bruno Andrade Kevin Taelemans         |
| | |       | | |
| Dimanche 23 septembre 2012, 15:00 | Lommel United | 0 - 3 | Saint-Trond | |
| Stedelijk Sportstadion, Lommel Spectateurs : 4.015 Arbitrage : Wim Smet Journée 6 Division 2 2012-2013 | Jentl Gaethofs 65e |       | 28e Reza Ghoochannejhad · 32e Maxime Annys · 43e Bruno Andrade · 72e Peter Delorge · 75e Grégory Dufer · 82e Bruno Andrade                          | Composition du Saint-Trond : · Davy Schollen, Giel Deferm, Ivo Rossen, Pierre-Yves Ngawa, Grégory Dufer, Joeri Dequevy, Maxime Annys, Peter Delorge, Sascha Kotysch, Bruno Andrade, Reza Ghoochannejhad · Remplaçants du Saint-Trond: · 83e Grégory Dufer Guy Dufour · 88e Maxime Annys Rob Schoofs · 88e Bruno Andrade Edmilson Junior                          |
| | |       | | |
| Samedi 29 septembre 2012, 20:00 | Saint-Trond | 0 - 0 | KSK Heist | |
| Stayen, Saint-Trond Spectateurs : 6.100 Arbitrage : Thierry Derycke Journée 7 Division 2 2012-2013 | Pierre-Yves Ngawa 5e · Peter Delorge 34e · Grégory Dufer 89e |       | 10e Matthias Pittoors · 87e Glenn Neven | Composition du Saint-Trond : · Davy Schollen, Ivo Rossen, Pierre-Yves Ngawa, Maxime Annys, Grégory Dufer, Christophe Bertjens, Bruno Andrade, Joeri Dequevy, Sascha Kotysch, Peter Delorge, Axel Bonemme · Remplaçants du Saint-Trond : · 46e Maxime Annys Reza Ghoochannejhad · 46e Bruno Andrade Guy Dufour · 68e Christophe Bertjens Nils Schouterden         |
| | |       | | |
| Vendredi 5 octobre 2012, 20:30 | Royal Mouscroun-Péruwelz | 3 - 1 | Saint-Trond | |
| Le Canonnier, Mouscron Spectateurs : 4.500 Arbitrage : Jérôme Efong Nzolo Journée 8 Division 2 2012-2013 | John Jairo Ruiz 22e · Jugurtha Domrane 74e · John Jairo Ruiz 84e · Jugurtha Domrane 86e                                                                                   |       | 34e Maxime Annys · 73e Ivo Rossen · 78e Grégory Dufer                                                                                               | Composition du Saint-Trond : · Davy Schollen, Giel Deferm, Pierre-Yves Ngawa, Ivo Rossen, Mathias Schils, Maxime Annys, Joeri Dequevy, Grégory Dufer, Sascha Kotysch, Nils Schouterden, Reza Ghoochannejhad · Remplaçants du Saint-Trond : · 46e Joeri Dequevy Donny de Groot · 76e Maxime Annys Bruno Andrade                                                   |
| | |       | | |
| Samedi 13 octobre 2012, 20:00 | Saint-Trond | 2 - 0 | RCS Visé | |
| Stayen, Saint-Trond Spectateurs : 5.548 Arbitrage : Bart Vertenten Journée 9 Division 2 2012-2013 | Grégory Dufer 50e (pen.) · Nils Schouterden 54e · Donny de Groot 74e |       | 43e Steve Dessart · 69e Damir Mirvić | Composition du Saint-Trond : · Davino Verhulst, Giel Deferm, Dimitri Daeseleire, Ivo Rossen, Mathias Schils, Guy Dufour, Edmilson Junior, Grégory Dufer, Sascha Kotysch, Nils Schouterden, Donny de Groot · Remplaçants du Saint-Trond : · 71e Edmilson Junior Bruno Andrade · 84e Donny de Groot Joeri Dequevy · 86e Mathias Schils Peter Delorge               |
| | |       | | |
| Dimanche 21 octobre 2012, 20:00 | Football Club Brussels | 0 - 3 | Saint-Trond | |
| Stade Edmond Machtens, Molenbeek-Saint-Jean Spectateurs : 3.500 Arbitrage : Gerd Bylois Journée 10 Division 2 2012-2013 | Olivier Bonnes 40e |       | 18e Donny de Groot · 52e Nils Schouterden · 65e Davino Verhulst · 84e Bruno Andrade                                                                 | Composition du Saint-Trond : · Davino Verhulst, Pierre-Yves Ngawa, Ivo Rossen, Sascha Kotysch, Giel Deferm, Mathias Schils, Guy Dufour, Nils Schouterden, Grégory Dufer, Edmilson Junior, Donny de Groot · Remplaçants du Saint-Trond: · 46e Edmilson Junior Bruno Andrade · 75e Guy Dufour Joeri Dequevy · 87e Grégory Dufer Rob Schoofs                        |
| | |       | | |
| Samedi 27 octobre 2012, 20:00 | Saint-Trond | 3 - 1 | Royal Boussu Dour Borinage | |
| Stayen, Saint-Trond Spectateurs : 6.184 Arbitrage : Christophe Dierick Journée 11 Division 2 2012-2013 | Grégory Dufer 17e (pen.) · Nils Schouterden 50e · Edmilson Junior 52e · Nils Schouterden 63e                                                                              |       | 27e Jean Fassin · 71e Maxime Lemoine · 90e Maxime Lemoine                                                                                           | Composition du Saint-Trond : · Davino Verhulst, Pierre-Yves Ngawa, Ivo Rossen, Sascha Kotysch, Giel Deferm, Mathias Schils, Guy Dufour, Nils Schouterden, Grégory Dufer, Edmilson Junior, Donny de Groot · Remplaçants du Saint-Trond : · 65e Edmilson Junior Bruno Andrade · 73e Guy Dufour Reza Ghoochannejhad · 78e Nils Schouterden Joeri Dequevy            |
| | |       | | |
| Dimanche 4 novembre 2012, 15:00 | AFC Tubize | 1 - 2 | Saint-Trond | |
| Stade Leburton, Tubize Spectateurs : 850 Arbitrage : Johan Verbist Journée 12 Division 2 2012-2013 | Jérémy Steens 82e |       | 35e Sascha Kotysch · 46e (csc) Pierre-Yves Ngawa · 72e Donny de Groot · 84e Reza Ghoochannejhad · 89e (pen.) Reza Ghoochannejhad                    | Composition du Saint-Trond : · Davino Verhulst, Pierre-Yves Ngawa, Ivo Rossen, Sascha Kotysch, Giel Deferm, Mathias Schils, Guy Dufour, Nils Schouterden, Grégory Dufer, Edmilson Junior, Donny de Groot · Remplaçants du Saint-Trond : · 44e Edmilson Junior Joeri Dequevy · 51e Nils Schouterden Reza Ghoochannejhad · 79e Mathias Schils Bruno Andrade        |
| | |       | | |
| Samedi 10 novembre 2012, 20:00 | Saint-Trond | 1 - 1 | KAS Eupen | |
| Stayen, Saint-Trond Spectateurs : 6.434 Arbitrage : Jochem Kamphuis Journée 13 Division 2 2012-2013 | Edmilson Junior 38e · Davino Verhulst 59e · Nils Schouterden 61e |       | 36e Diawandou Diagné Niang · 41e Samuel Asamoah · 59e Christian Kabasele · 72e Kevin Kis                                                            | Composition du Saint-Trond : · Davino Verhulst, Pierre-Yves Ngawa, Ivo Rossen, Sascha Kotysch, Giel Deferm, Mathias Schils, Guy Dufour, Nils Schouterden, Grégory Dufer, Edmilson Junior, Donny de Groot · Remplacements du Saint-Trond : · 46e Edmilson Junior Bruno Andrade · 55e Mathias Schils Vincent Euvrard · 83e Nils Schouterden Rob Schoofs            |
| | |       | | |
| Samedi 17 novembre 2012, 20:00 | Royal Antwerp Football Club | 2 - 0 | Saint-Trond | |
| Bosuilstadion, Anvers Spectateurs : 9.000 Arbitrage : Dieter Van Esch Journée 14 Division 2 2012-2013 | Bruno Carvalho 24e · Omar Bennassar 55e · Jordan Faucher 73e |       | 38e Guy Dufour | Composition du Saint-Trond : · Davino Verhulst, Pierre-Yves Ngawa, Sascha Kotysch, Ivo Rossen, Giel Deferm, Bruno Andrade, Guy Dufour, Mathias Schils, Nils Schouterden, Reza Ghoochannejhad, Donny de Groot · Remplacements du Saint-Trond : · 63e Bruno Andrade Joeri Dequevy · 83e Mathias Schils Rob Schoofs                                                 |
| | |       | | |
| Vendredi 23 novembre 2012, 20:30 | Saint-Trond | 3 - 0 | KSV Roulers | |
| Stayen, Saint-Trond Spectateurs : 6.100 Arbitrage : Johan Verbist Journée 15 Division 2 2012-2013 | Nils Schouterden 43e · Grégory Dufer 70e · Donny de Groot 85e |       | 42e Romain Haghedooren | Composition du Saint-Trond : · Davino Verhulst, Giel Deferm, Ivo Rossen, Pierre-Yves Ngawa, Mathias Schils, Grégory Dufer, Sascha Kotysch, Guy Dufour, Nils Schouterden, Joeri Dequevy, Donny de Groot · Remplacements du Saint-Trond : · 73e Joeri Dequevy Edmilson Junior · 87e Donny de Groot Bruno Andrade · 90e Grégory Dufer Rob Schoofs                   |
| | |       | | |
| Samedi 1er décembre 2012, 20:00 | KVC Westerlo | 4 - 1 | Saint-Trond | |
| Het Kuipje, Westerlo Spectateurs : 4.000 Arbitrage : Tom Ottevaere Journée 16 Division 2 2012-2013 | Bart Goor 27e · Philippe Janssens 30e · Kevin Vandenbergh 40e · Matthias Trenson 54e · Michael Cordier 59e · Birger Maertens 59e · Kevin Geudens 86e · Nick Van Belle 90e |       | 57e (pen.) Reza Ghoochannejhad · 59e Joeri Dequevy · 82e Vincent Euvrard · 85e Davino Verhulst                                                      | Composition du Saint-Trond : · Davino Verhulst, Giel Deferm, Ivo Rossen, Pierre-Yves Ngawa, Mathias Schils, Grégory Dufer, Sascha Kotysch, Guy Dufour, Nils Schouterden, Edmilson Junior, Reza Ghoochannejhad · Remplacements du Saint-Trond : · 43e Edmilson Junior Joeri Dequevy · 46e Giel Deferm Donny de Groot · 70e Mathias Schils Vincent Euvrard         |
| | |       | | |
| Mercredi 23 janvier 2013, 20:30 | Saint-Trond | 5 - 0 | SK Sint-Niklaas | |
| Stayen, Saint-Trond Spectateurs : 4.000 Arbitrage : Nicolas Laforge Journée 17 Division 2 2012-2013 Remarque : cette rencontre a d'abord été prévue pour le samedi 8 décembre, mais a été annulé à cause de fortes chutes de neige.             | Joeri Dequevy 11e · Sascha Kotysch 31e · Nils Schouterden 40e · Donny de Groot 43e · Donny de Groot 58e · Joeri Dequevy 79e                                               |       | 37e Lode Vertonghen · 84e Marcel Mbayo Kibemba | Composition du Saint-Trond : · Davino Verhulst, Giel Deferm, Ivo Rossen, Pierre-Yves Ngawa, Mathias Schils, Sascha Kotysch, Guy Dufour, Nils Schouterden, Joeri Dequevy, Rob Schoofs, Donny de Groot · Remplacements du Saint-Trond : · 66e Rob Schoofs Edmilson Junior · 71e Giel Deferm Axel Bonemme · 78e Mathias Schils Yannick Nulens                       |
| | |       | | |
| Samedi 15 décembre 2012, 20:00 | KV Ostende | 1 - 0 | Saint-Trond | |
| Albertparkstadion, Ostende Spectateurs : 2.528 Arbitrage : Carlos-Manuel Alho Guerreiro Journée 18 Division 2 2012-2013 | Laurent Depoitre 32e · Gertjan Martens 62e · Baptiste Schmisser 89e |       | 41e Pierre-Yves Ngawa · 59e Maxime Annys · 81e Giel Deferm · 85e Guy Dufour                                                                         | Composition du Saint-Trond : · Davino Verhulst, Giel Deferm, Ivo Rossen, Pierre-Yves Ngawa, Maxime Annys, Peter Delorge, Grégory Dufer, Sascha Kotysch, Nils Schouterden, Joeri Dequevy, Donny de Groot · Remplacements du Saint-Trond : · 46e Donny de Groot Reza Ghoochannejhad · 69e Nils Schouterden Bruno Andrade · 82e Grégory Dufer Guy Dufour            |
| | |       | | |
| Samedi 5 janvier 2013, 20:00 | Saint-Trond | 2 - 0 | KSV Audenarde | |
| Stayen, Saint-Trond Spectateurs : 5.308 Arbitrage : Michel Etienne Journée 19 Division 2 2012-2013 | Sascha Kotysch 24e · Ivo Rossen 63e · Mario Pruna 90+2e |       | 27e Pieter Merlier | Composition du Saint-Trond : · Davino Verhulst, Giel Deferm, Ivo Rossen, Pierre-Yves Ngawa, Mathias Schils, Sascha Kotysch, Guy Dufour, Nils Schouterden, Joeri Dequevy, Rob Schoofs, Donny de Groot · Remplacements du Saint-Trond : · 63e Joeri Dequevy Edmilson Junior · 73e Rob Schoofs Peter Delorge · 90+1e Guy Dufour Mario Pruna                         |
| | |       | | |
| Dimanche 13 janvier 2013, 18:00 | White Star Woluwe | 0 - 2 | Saint-Trond | |
| Stade Fallon, Woluwe-Saint-Lambert Spectateurs : 900 Arbitrage : Sébastien Delferière Journée 20 Division 2 2012-2013 | Michel Farin 54e |       | 12e Joeri Dequevy · 60e Donny de Groot · 82e Donny de Groot                                                                                         | Composition du Saint-Trond : · Davino Verhulst, Giel Deferm, Ivo Rossen, Pierre-Yves Ngawa, Mathias Schils, Sascha Kotysch, Guy Dufour, Nils Schouterden, Joeri Dequevy, Rob Schoofs, Donny de Groot · Remplacements du Saint-Trond : · 81e Rob Schoofs Edmilson Junior · 90+1e Nils Schouterden Axel Bonemme · 90+1e Joeri Dequevy Mario Pruna                  |
| | |       | | |
| Mercredi 20 mars 2013, 20:30 | Saint-Trond | 3 - 0 | SC Eendracht Alost | |
| Stayen, Saint-Trond Spectateurs : 5.250 Arbitrage : Tim Pots Journée 21 Division 2 2012-2013 Remarque : cette rencontre a d'abord été prévue pour le samedi 19 janvier, mais a été annulé à cause de fortes chutes de neige.                    | Ivo Rossen 24e (pen.) · Leopold Novak 8e · Leopold Novak 13e · Axel Bonemme 45+1e · Rob Schoofs 52e · Leopold Novak 58e                                                   |       | 51e Jonas Bogaerts · 59e Niels Martin · 89e Lauden Hugelier                                                                                         | Composition du Saint-Trond : · Davino Verhulst, Ivo Rossen, Pierre-Yves Ngawa, Mathias Schils, Axel Bonemme, Sascha Kotysch, Guy Dufour, Rob Schoofs, Edmilson Junior, Leopold Novak, Iván Bulos · Remplacements du Saint-Trond : · 29e Iván Bulos Donny de Groot · 77e Leopold Novak Christophe Bertjens · 81e Edmilson Junior Guillermo Méndez                 |
| | |       | | |
| Dimanche 24 mars 2013, 15:00 | KFC Dessel Sport | 0 - 2 | Saint-Trond | |
| Stade Armand Melis, Dessel Spectateurs : 900 Arbitrage : Jurgen Brinckman Journée 22 Division 2 2012-2013 Remarque : cette rencontre a d'abord été prévue pour le samedi 27 janvier, mais a été annulé à cause de fortes chutes de neige.       | Ratko Vansimpsen 55e |       | 72e Donny de Groot · 79e Joeri Dequevy · 87e (pen.) Joeri Dequevy                                                                                   | Composition du Saint-Trond : · Davino Verhulst, Ivo Rossen, Pierre-Yves Ngawa, Mathias Schils, Axel Bonemme, Sascha Kotysch, Guy Dufour, Rob Schoofs, Edmilson Junior, Donny de Groot, Leopold Novak · Remplacements du Saint-Trond : · 46e Rob Schoofs Joeri Dequevy · 70e Mathias Schils Peter Delorge · 75e Edmilson Junior Mario Pruna                       |
| | |       | | |
| Dimanche 3 février 2013, 15:00 | Saint-Trond | 1 - 0 | Lommel United | |
| Stayen, Saint-Trond Spectateurs : 6.458 Arbitrage : Joeri Van de Velde Journée 23 Division 2 2012-2013 | Joeri Dequevy 60e |       | 48e Hans Vanaken · 78e Egon Wisniowski · 89e Hans Vanaken                                                                                           | Composition du Saint-Trond : · Davino Verhulst, Ivo Rossen, Pierre-Yves Ngawa, Mathias Schils, Axel Bonemme, Sascha Kotysch, Guy Dufour, Nils Schouterden, Joeri Dequevy, Rob Schoofs, Donny de Groot · Remplacements du Saint-Trond : · 71e Donny de Groot Yadin Zaris · 74e Joeri Dequevy Leopold Novak · 84e Mathias Schils Edmilson Junior                   |
| | |       | | |
| Samedi 9 février 2013, 20:00 | KSK Heist | 3 - 3 | Saint-Trond | |
| Gemeentelijk Sportcentrum, Heist-op-den-Berg Spectateurs : 800 Arbitrage : Stijn De Roover Journée 24 Division 2 2012-2013 | Yannick Rymenants 37e · Jeroen Vanderputte 43e · Glenn Neven 47e · Jeroen Vanderputte 57e · Glenn Neven 79e                                                               |       | 17e Mathias Schils · 39e Donny de Groot · 68e Joeri Dequevy · 70e Joeri Dequevy · 85e Sascha Kotysch                                                | Composition du Saint-Trond : · Davino Verhulst, Ivo Rossen, Pierre-Yves Ngawa, Mathias Schils, Axel Bonemme, Sascha Kotysch, Guy Dufour, Nils Schouterden, Joeri Dequevy, Rob Schoofs, Donny de Groot · Remplacements du Saint-Trond : · 46e Rob Schoofs Peter Delorge · 62e Axel Bonemme Guillermo Méndez · 66e Donny de Groot Yadin Zaris                      |
| | |       | | |
| Samedi 16 février 2013, 20:00 | Saint-Trond | 2 - 0 | Royal Mouscron-Péruwelz | |
| Stayen, Saint-Trond Spectateurs : 5.653 Arbitrage : Johan Verbist Journée 25 Division 2 2012-2013 | Pierre-Yves Ngawa 65e · Pierre-Yves Ngawa 71e · Rob Schoofs 78e · Guy Dufour 82e                                                                                          |       | 16e Anthony Bova · 42e Yoann Andreu | Composition du Saint-Trond : · Davino Verhulst, Ivo Rossen, Pierre-Yves Ngawa, Mathias Schils, Axel Bonemme, Sascha Kotysch, Guy Dufour, Nils Schouterden, Joeri Dequevy, Rob Schoofs, Donny de Groot · Remplacements du Saint-Trond : · 69e Donny de Groot Iván Bulos · 79e Joeri Dequevy Edmilson Junior · 86e Nils Schouterden Leopold Novak                  |
| | |       | | |
| Mercredi 17 avril 2013, 20:30 | RCS Visé | 2 - 3 | Saint-Trond | |
| Stade de la Cité de l'Oie, Visé Spectateurs : 500 Arbitrage : Erik Lambrechts Journée 26 Division 2 2012-2013 Remarque : cette rencontre a d'abord été prévue pour le dimanche 24 février, mais a été annulé à cause de fortes chutes de neige. | Kader Camara 10e (csc) · Emmanuel Françoise 22e · Daan De Pever 26e · Emmanuel Françoise 52e · Raphaël Lecomte 54e                                                        |       | 33e Yadin Zaris · 56e Yadin Zaris · 87e (pen.) Joeri Dequevy · 88e Guy Dufour                                                                       | Composition du Saint-Trond : · Davino Verhulst, Ivo Rossen, Yvan Erichot, Pierre-Yves Ngawa, Sascha Kotysch, Guy Dufour, Nils Schouterden, Joeri Dequevy, Edmilson Junior, Leopold Novak, Yadin Zaris · Remplacements du Saint-Trond : · 46e Pierre-Yves Ngawa Guillermo Méndez · rust Nils Schouterden Mathias Schils · 90+4e Joeri Dequevy Donny de Groot      |
| | |       | | |
| Samedi 2 mars 2013, 20:00 | Saint-Trond | 1 - 0 | Football Club Brussels | |
| Stayen, Saint-Trond Spectateurs : 6.000 Arbitrage : Christophe Delacour Journée 27 Division 2 2012-2013 | Edmilson Junior 72e |       | 66e (csc) Elhadji Ndoye | Composition du Saint-Trond : · Davino Verhulst, Ivo Rossen, Mathias Schils, Axel Bonemme, Thierry Vandermeeren, Sascha Kotysch, Guy Dufour, Nils Schouterden, Joeri Dequevy, Rob Schoofs, Donny de Groot · Remplacements du Saint-Trond : · 75e Rob Schoofs Edmilson Junior · 88e Donny de Groot Leopold Novak                                                   |
| | |       | | |
| Dimanche 10 mars 2013, 15:00 | Royal Boussu Dour Borinage | 2 - 0 | Saint-Trond | |
| Stade Robert Urbain, Boussu Spectateurs : 800 Arbitrage : Dieter Van Esch Journée 28 Division 2 2012-2013 | Kamel Ouejdide 4e · Gaëtan Fallempin 18e · Maxime Lemoine 22e · Jean Romaric Kevin Koffi 65e                                                                              |       | 84e Sascha Kotysch | Composition du Saint-Trond : · Davino Verhulst, Ivo Rossen, Pierre-Yves Ngawa, Mathias Schils, Axel Bonemme, Sascha Kotysch, Guy Dufour, Nils Schouterden, Joeri Dequevy, Rob Schoofs, Iván Bulos · Remplacements du Saint-Trond : · 46e Mathias Schils Edmilson Junior · 74e Axel Bonemme Guillermo Méndez · 83e Guy Dufour Donny de Groot                      |
| | |       | | |
| Samedi 16 mars 2013, 20:00 | Saint-Trond | 0 - 0 | AFC Tubize | |
| Stayen, Saint-Trond Spectateurs : 6.600 Arbitrage : Edwin van de Graaf Journée 29 Division 2 2012-2013 | Mathias Schils 60e |       | 44e Diogo Inacio Ribeiro · 59e Gary Ambroise · 90+1e Damien Lahaye                                                                                  | Composition du Saint-Trond : · Davino Verhulst, Ivo Rossen, Yvan Erichot, Pierre-Yves Ngawa, Mathias Schils, Axel Bonemme, Nils Schouterden, Joeri Dequevy, Rob Schoofs, Edmilson Junior, Iván Bulos · Remplacements du Saint-Trond : · 55e Rob Schoofs Guy Dufour · 68e Nils Schouterden Leopold Novak · 78e Joeri Dequevy Guillermo Méndez                     |
| | |       | | |
| Samedi 30 mars 2013, 20:00 | KAS Eupen | 0 - 0 | Saint-Trond | |
| Stade du Kehrweg, Eupen Spectateurs : 1.300 Arbitrage : Michel Etienne Journée 30 Division 2 2012-2013 | Christian Santos 57e · Hiroshi Ibusuki 82e |       | 67e Yvan Erichot · 73e Edmilson Junior | Composition du Saint-Trond : · Davino Verhulst, Ivo Rossen, Yvan Erichot, Pierre-Yves Ngawa, Mathias Schils, Axel Bonemme, Sascha Kotysch, Guy Dufour, Joeri Dequevy, Edmilson Junior, Leopold Novak · Remplacements du Saint-Trond : · 72e Leopold Novak Christophe Bertjens · 82e Edmilson Junior Rob Schoofs                                                  |
| | |       | | |
| Samedi 6 avril 2013, 20:00 | Saint-Trond | 0 - 2 | Royal Antwerp Football Club | |
| Stayen, Saint-Trond Spectateurs : 6.851 Arbitrage : Gert Deckers Journée 31 Division 2 2012-2013 | |       | 40e Seppe Kil · 44e Dimitri Daeseleire · 63e Oumar Diouck                                                                                           | Composition du Saint-Trond : · Davino Verhulst, Ivo Rossen, Yvan Erichot, Pierre-Yves Ngawa, Mathias Schils, Axel Bonemme, Sascha Kotysch, Guy Dufour, Joeri Dequevy, Rob Schoofs, Leopold Novak · Remplacements du Saint-Trond : · 46e Mathias Schils Nils Schouterden · 46e Leopold Novak Donny de Groot · 75e Axel Bonemme Yadin Zaris                        |
| | |       | | |
| Samedi 13 avril 2013, 20:00 | KSV Roulers | 0 - 2 | Saint-Trond | |
| Schiervelde, Roulers Spectateurs : 3.000 Arbitrage : Dieter Van Esch Journée 32 Division 2 2012-2013 | Anthony Di Lallo 18e · Leandro Zorbo 71e · Benjamin Lutun 75e |       | 44e Axel Bonemme · 58e Sascha Kotysch · 65e Ivo Rossen · 66e Axel Bonemme · 90e Guillermo Méndez                                                    | Composition du Saint-Trond : · Davino Verhulst, Ivo Rossen, Yvan Erichot, Pierre-Yves Ngawa, Axel Bonemme, Sascha Kotysch, Guy Dufour, Nils Schouterden, Joeri Dequevy, Edmilson Junior, Yadin Zaris · Remplacements du Saint-Trond : · 68e Yadin Zaris Leopold Novak · 79e Edmilson Junior Iván Bulos · 88e Joeri Dequevy Guillermo Méndez                      |
| | |       | | |
| Dimanche 21 avril 2013, 15:00 | Saint-Trond | 0 - 2 | KVC Westerlo | |
| Stayen, Saint-Trond Spectateurs : 7.123 Arbitrage : Stéphane Gleton Journée 33 Division 2 2012-2013 | Ivo Rossen 87e · Pierre-Yves Ngawa 89e |       | 9e Matthias Trenson · 42e Oleg Iachtchouk · 66e Bart Goor · 74e Jonathan Wilmet · 87e Jens Cools · 87e Michael Cordier                              | Composition du Saint-Trond : · Davino Verhulst, Ivo Rossen, Yvan Erichot, Pierre-Yves Ngawa, Sascha Kotysch, Guy Dufour, Joeri Dequevy, Guillermo Méndez, Edmilson Junior, Leopold Novak, Yadin Zaris · Remplacements du Saint-Trond : · 54e Guillermo Méndez Stéphane Gleton · 54e Yadin Zaris Donny de Groot · 76e Edmilson Junior Iván Bulos                  |
| | |       | | |
| Dimanche 28 avril 2013, 15:00 | SK Sint-Niklaas | 3 - 2 | Saint-Trond | |
| Stedelijk Sportcentrum, Saint-Nicolas Spectateurs : 500 Arbitrage : Alexandre Boucaut Journée 34 Division 2 2012-2013 | Michael Van Hoey 23e · Marcel Mbayo Kibemba 33e · Jonas Vandermarliere 43e · Ameth Gaye 57e · Lode Vertonghen 90e                                                         |       | 2e Edmilson Junior · 30e Rob Schoofs · 49e Donny de Groot · 74e Mathias Schils                                                                      | Composition du Saint-Trond : · Davino Verhulst, Yvan Erichot, Pierre-Yves Ngawa, Mathias Schils, Thierry Vandermeeren, Nils Schouterden, Guillermo Méndez, Rob Schoofs, Edmilson Junior, Donny de Groot, Leopold Novak · Remplacements du Saint-Trond : · 34e Nils Schouterden Iebe Swers · 39e Guillermo Méndez Grégory Dufer · 69e Edmilson Junior Dean Boiten |

### Évolution du classement
| Journée  | 1 | 2 | 3  | 4  | 5  | 6  | 7  | 8  | 9  | 10 | 11 | 12 | 13 | 14 | 15 | 16 | 17 | 18 | 19 | 20 | 21 | 22 | 23 | 24 | 25 | 26 | 27 | 28 | 29 | 30 | 31 | 32 | 33 | 34 |
| -------- | - | - | -- | -- | -- | -- | -- | -- | -- | -- | -- | -- | -- | -- | -- | -- | -- | -- | -- | -- | -- | -- | -- | -- | -- | -- | -- | -- | -- | -- | -- | -- | -- | -- |
| Résultat | g | p | p  | p  | n  | g  | n  | p  | g  | g  | g  | g  | n  | p  | g  | p  | g  | p  | g  | g  | g  | g  | g  | n  | g  | g  | g  | p  | n  | n  | p  | g  | p  | p  |
| Points   | 3 | 3 | 3  | 3  | 4  | 7  | 8  | 8  | 11 | 14 | 17 | 20 | 21 | 21 | 24 | 24 | 33 | 24 | 27 | 30 | 47 | 50 | 36 | 37 | 40 | 57 | 43 | 43 | 44 | 51 | 51 | 54 | 57 | 57 |
| Rang     | 1 | 6 | 13 | 16 | 17 | 10 | 12 | 13 | 9  | 8  | 6  | 4  | 4  | 5  | 4  | 5  | 4  | 7  | 7  | 7  | 4  | 4  | 3  | 4  | 3  | 4  | 4  | 4  | 5  | 4  | 4  | 4  | 4  | 4  |

### Classement
| Pl. | Club                        | Joué | G  | N  | P  | BP | BC | Pts. | Qualification ou relégation |
| --- | --------------------------- | ---- | -- | -- | -- | -- | -- | ---- | --------------------------- |
| 1   | KV Ostende                  | 34   | 24 | 5  | 5  | 64 | 25 | 77   | Promotion en Division 1     |
| 2   | Royal Mouscron-Péruwelz     | 34   | 20 | 7  | 7  | 58 | 29 | 67   | Barrages de promotion       |
| 3   | KVC Westerlo                | 34   | 17 | 12 | 5  | 54 | 29 | 63   | Barrages de promotion       |
| 4   | Saint-Trond                 | 34   | 17 | 6  | 11 | 54 | 36 | 57   |                             |
| 5   | Royal Boussu Dour Borinage  | 34   | 15 | 10 | 9  | 44 | 34 | 55   |                             |
| 6   | Lommel United               | 34   | 14 | 8  | 12 | 50 | 48 | 50   |                             |
| 7   | White Star Woluwe           | 34   | 14 | 7  | 13 | 41 | 48 | 49   | Barrages de promotion       |
| 8   | KAS Eupen                   | 34   | 13 | 10 | 11 | 44 | 37 | 49   |                             |
| 9   | AFC Tubize                  | 34   | 12 | 10 | 12 | 43 | 42 | 46   |                             |
| 10  | Royal Antwerp Football Club | 34   | 12 | 9  | 13 | 42 | 44 | 45   |                             |
| 11  | KSV Roulers                 | 34   | 10 | 12 | 12 | 44 | 47 | 42   |                             |
| 12  | KFC Dessel Sport            | 34   | 11 | 8  | 15 | 35 | 42 | 41   |                             |
| 13  | Eendracht Alost             | 34   | 10 | 11 | 13 | 38 | 52 | 41   |                             |
| 14  | Football Club Brussels      | 34   | 9  | 6  | 19 | 34 | 49 | 33   |                             |
| 15  | RCS Visé                    | 34   | 8  | 9  | 17 | 47 | 57 | 33   |                             |
| 16  | KSV Audenarde               | 34   | 8  | 9  | 17 | 36 | 60 | 33   |                             |
| 17  | KSK Heist                   | 34   | 8  | 6  | 20 | 39 | 57 | 30   | Barrages de maintien        |
| 18  | SK Sint-Niklaas             | 34   | 7  | 9  | 18 | 34 | 64 | 30   | Relégation en Division 3    |

## Coupe de Belgique
| | |                         | | |
| Samedi 19 août 2012, 20:00 | KFC Vigor Wuitens Hamme | 0 - 4                   | Saint-Trond | |
| Gemeentelijk Stadion, Hamme Spectateurs : 1.000 Arbitrage : Raf Bylois 4e tour Coupe de Belgique 2012-2013                                    | |                         | 14e Bruno Andrade · 25e Ivo Rossen · 45e Bruno Andrade · 78e Joeri Dequevy | Composition du Saint-Trond : · Davy Schollen, Dimitri Daeseleire, Ivo Rossen, Vincent Euvrard, Giel Deferm, Peter Delorge, Guy Dufour, Grégory Dufer, Nils Schouterden, Rob Schoofs, Bruno Andrade · Remplaçants du Saint-Trond : · 46e Peter Delorge Maxime Annys · 61e Rob Schoofs Joeri Dequevy · 71e Guy Dufour Edmilson Junior                   |
| | |                         | | |
| Samedi 25 août 2012, 20:00 | Saint-Trond | 1 - 1 pénalties : 4 - 2 | RCS Visé | |
| Stayen, Saint-Trond Spectateurs : 1.508 Arbitrage : Jérôme Efong Nzolo 5e tour Coupe de Belgique 2012-2013                                    | Christophe Bertjens 20e · Edmilson Junior 47e · Maxime Annys 61e · Rob Schoofs 71e · Peter Delorge 90e                                                          |                         | 16e Fabio Calabrese · 18e Fabio Calabrese · 72e Chris Makiese · 75e Alfin Tuasalomony · 106e Gideon Boateng                                                                                                  | Composition du Saint-Trond : · Davy Schollen, Ivo Rossen, Pierre-Yves Ngawa, Giel Deferm, Peter Delorge, Maxime Annys, Grégory Dufer, Rob Schoofs, Edmilson Junior, Christophe Bertjens, Nils Schouterden · Remplaçants du Saint-Trond : · 46e Nils Schouterden Joeri Dequevy · 84e Pierre-Yves Ngawa Vincent Euvrard · 90e Rob Schoofs Guy Dufour    |
| | |                         | | |
| Mercredi 26 septembre 2012, 20:45 | Saint-Trond | 1 - 1 pénalties : 4 - 2 | Beerschot AC | |
| Stayen, Saint-Trond Spectateurs : 1.019 Arbitrage : Sébastien Delferière 1/16e de finale Coupe de Belgique 2012-2013                          | Reza Ghoochannejhad 16e · Matthias Schils 66e |                         | 52e Dalibor Veselinović · 79e Boldizsár Bodor · 90e Wim De Decker | Composition du Saint-Trond : · Davino Verhulst, Giel Deferm, Pierre-Yves Ngawa, Ivo Rossen, Matthias Schils, Edmilson Junior, Guy Dufour, Sascha Kotysch, Rob Schoofs, Nils Schouterden, Reza Ghoochannejhad · Remplaçants du Saint-Trond : · 65e Giel Deferm Axel Bonemme · 75e Rob Schoofs Joeri Dequevy · 83e Edmilson Junior Bruno Andrade        |
| | |                         | | |
| Mercredi 28 novembre 2012, 20:30 | KVC Westerlo | 5 - 5 pénalties : 2 - 4 | Saint-Trond | |
| Het Kuipje, Westerlo Spectateurs : 2.500 Arbitrage : Claude Bourdouxhe 1/8e de finale Coupe de Belgique 2012-2013                             | Bart Goor 61e · Matthias Trenson 65e · Bart Goor 77e · William Owusu Acheampong 86e · William Owusu Acheampong 107e · Jonas Laureys 110e · Jonathan Wilmet 117e |                         | 23e Reza Ghoochannejhad · 43e Maxime Annys · 59e Edmilson Junior · 64e Dimitri Daeseleire · 83e Axel Bonemme · 92e Nils Schouterden · 100e Nils Schouterden · 109e Reza Ghoochannejhad · 112e Mathias Schils | Composition du Saint-Trond : · Davy Schollen, Axel Bonemme, Dimitri Daeseleire, Vincent Euvrard, Ivo Rossen, Mathias Schils, Maxime Annys, Edmilson Junior, Rob Schoofs, Bruno Andrade, Reza Ghoochannejhad · Remplacements du Saint-Trond : · 70e Rob Schoofs Grégory Dufer · 82e Bruno Andrade Joeri Dequevy · 85e Edmilson Junior Nils Schouterden |
| | |                         | | |
| Mercredi 12 décembre 2012, 20:30 | Saint-Trond | 0 - 0                   | KV Courtrai | |
| Stayen, Saint-Trond Spectateurs : 1.550 Arbitrage : Alexandre Boucaut Match-aller quarts de finale Coupe de Belgique 2012-2013                | Sascha Kotysch 45+1e · Peter Delorge 55e |                         | 49e Gertjan De Mets | Composition du Saint-Trond : · Davino Verhulst, Sascha Kotysch, Giel Deferm, Ivo Rossen, Pierre-Yves Ngawa, Grégory Dufer, Guy Dufour, Nils Schouterden, Peter Delorge, Joeri Dequevy, Reza Ghoochannejhad · Remplacements du Saint-Trond : · 79e Joeri Dequevy Bruno Andrade · 86e Reza Ghoochannejhad Donny de Groot                                |
| | |                         | | |
| Mercredi 16 janvier 2013, 20:30 | KV Courtrai | 1 - 0                   | Saint-Trond | |
| Stade des Éperons d'or, Courtrai Spectateurs : 4.000 Arbitrage : Joeri Van de Velde Match-retour quarts de finale Coupe de Belgique 2012-2013 | Pablo Chavarría 53e · Brecht Dejaeghere 80e |                         | 17e Donny de Groot · 62e Pierre-Yves Ngawa · 88e Ivo Rossen | Composition du Saint-Trond : · Davy Schollen, Ivo Rossen, Pierre-Yves Ngawa, Mathias Schils, Axel Bonemme, Sascha Kotysch, Guy Dufour, Nils Schouterden, Joeri Dequevy, Rob Schoofs, Donny de Groot · Remplacements du Saint-Trond : · 59e Rob Schoofs Edmilson Junior · 68e Donny de Groot Leopold Novak · 89e Axel Bonemme Iebe Swers               |